# Сімнадцять лівих чобіт
«Сімнадцять лівих чобіт» («Семнадцать левых сапог») — радянський чотирисерійний телефільм 1991 року, знятий режисером Іллєю Гуріним на студіях «Союзтелефільм» і «Євросервіс».

## Сюжет
За романом Вацлава Михальського «Сімнадцять лівих чобіт». У провінційному місті при лікарні працює сторожем Адам Степанович, справжнє ім'я якого — Олексій Зиков. Вийшло так, що довелося йому після війни жити двома життями, в одному з яких він воював, потрапив у полон, утік.

## У ролях
- Іван Лапиков — Олексій Зиков, Адам Домбровський
- Галина Левіна — Ліза, дочка Марії та Олексія Зикова
- Борис Невзоров — Микола Артемович, чоловік Тетяни Сергіївни
- Ада Роговцева — Тетяна Сергіївна, мати Альоші
- Люсьєна Овчинникова — Мар'я
- Вадим Любшин — Альоша, син Тетяни Сергіївни
- Олена Дробишева — Ґуля, дружина Павла
- Ігор Бочкін — Павло, батько Мітьки
- Геннадій Фролов — Опанас Іванович, лікар хірург
- Валерія Надєйко — Мітька
- Тетяна Войтова — молода Мар'я
- Сергій Чекан — молодий Олексій Зиков
- Арсеній Сусєков — Федя
- Федір Валіков — Сидор Іванович
- Сергій Барабанщиков — Славік
- Володимир Скляров — начальник міліції
- Юрій Андрєєв — епізод
- С. Ахметова — епізод
- Магомедамін Акмурзаєв — провідник
- А. Буглаєва — епізод
- С. Бурикіна — епізод
- Є. Вершиніна — епізод
- Олександр Високовський — епізод
- Л. Гластовицька — епізод
- Іван Голишев — епізод
- С. Дризлов — епізод
- Д. Саїтнуров — епізод
- К. Слуцький — епізод
- А. Талантов — епізод
- Галина Чуріліна — епізод
- Зінаїда Чеботар — епізод
- М. Захаров — епізод
- С. Князєв — епізод
- О. Ілляшевич — епізод
- Т. Климова — епізод
- Клавдія Козльонкова — лікар
- М. Михайленко — епізод
- Тетяна Мітрушина — епізод
- Тетяна Чорноп'ятова — епізод
- Алевтина Рум'янцева — подруга Мар'ї
- Діма Баконін — епізод
- Наталя Борисова — епізод
- Ілля Готліб — епізод
- Юля Второва — епізод
- Михайло Дементьєв — епізод
- Юля Дербікова — епізод
- Олеся Зубакіна — епізод
- Саша Лук'янець — епізод
- Оля Казимірова — епізод
- Альоша Журавльов — епізод
- Саша Писемський — епізод
- Вітя Матін — хлопчик із санками
- Володя Шаповалов — епізод
- Олександр Полянін — вартовий
- Галина Булкіна — епізод
- Михайло Бурлаков — епізод
- Капітоліна Іллєнко — епізод
- Леонід Кирличенко — епізод
- Герман Коваленко — епізод
- Данило Нетребін — Аркаша
- Артур Ніщонкін — епізод
- Володимир Привалов — епізод
- Валентин Смирнов — епізод
- Манефа Соболєвська — епізод
- Юрій Соколов — військовополонений
- Тетяна Федорова — епізод
- Віталій Єндовицький — епізод

## Знімальна група
- Режисер — Ілля Гурін
- Сценаристи — Ілля Гурін, Вацлав Михальський
- Оператори — Євген Давидов, Ігор Клебанов
- Композитор — Юрій Буцько
- Художник — Борис Кузовкін